# Efekt dochodowy
Efekt dochodowy – zmiana popytu na produkt lub usługę wywołana zmianą dochodu konsumenta.